# Long play
Pour les articles homonymes, voir LP et Long play (homonymie).
 (décembre 2022).
Si vous disposez d'ouvrages ou d'articles de référence ou si vous connaissez des sites web de qualité traitant du thème abordé ici, merci de compléter l'article en donnant les références utiles à sa vérifiabilité et en les liant à la section « Notes et références ».
Un long play ou long-playing (LP), également appelé longue durée en France ou long jeu au Québec, est un format musical comportant un nombre suffisant de titres pour constituer un album (généralement plus de huit titres pour 40 à 60 minutes d'écoute). Le LP en disque vinyle a généralement un diamètre de 30 cm (12 pouces).
Cette définition est très large puisque certains albums ne comportent qu'un seul titre très long (Et... Basta ! de Léo Ferré, par exemple) et d'autres composés de titres très courts peuvent ne pas dépasser les 25 minutes.

## Histoire

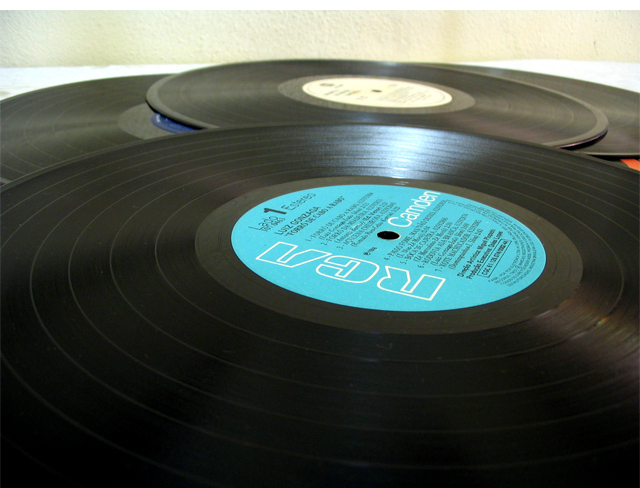
Un disque 33 tours à l'avant-plan. Les morceaux de musique du disque sont séparés entre eux par une courte plage de silence, qui apparaît ici d'une teinte plus claire.

Le disque longue durée a été lancé par Columbia Records le 18 juin 1948 aux États-Unis, et en 1949 par Philips en Europe. Il y avait eu précédemment quelques albums en 78 tours, proposant dans un même coffrage plusieurs disques 25 ou 30 cm, d'une durée maximum de 5 minutes par face, et qui permettaient de proposer à l'auditeur une œuvre complète, par exemple une symphonie.
Son appellation provient du format 33 tours 30 cm à l'opposé de maxi 45 tours, de même diamètre et qui généralement comporte 2 à 5 plages.
Le terme est très rarement utilisé pour les disques compacts.